# Голдманит
Голдманит — минерал, силикат из группы гранатов с химической формулой Ca3(V3+,Al,Fe3+)2(SiO4)3.

## Общее описание
Химическая формула Ca3(V3+,Al,Fe3+)2(SiO4)3. Процентный состав (месторождение Лагуна, штат Нью-Мексико, США) - CaO – 33,3; V2O3 – 18,3; Fe2O3 –5,4; Al2O3 – 4,9; SiO2 – 36,6. Возможные примеси MnO, MgO. Цвет зелёный до зеленовато-коричневого.

## Нахождение
Голдманит был впервые обнаружен в 1964 году американским петрологом М. И. Голдманом в шт. Нью-Мексико, на месторождении урана и ванадия в слое песчаника вместе со слюдой, кварцем и монтмориллонитом.

Помимо США, голдманит встречается в Казахстане, Чехии, Франции, Корейском полуострове.
В России был найден в Иркутской области близ города Слюдянка.